# Stavele
Stavele est une section de la commune belge d'Alveringem située en Région flamande dans la province de Flandre-Occidentale. C'était une commune à part entière avant la fusion des communes de 1977. Lors d`une précédente fusion en 1971 Stavele avait intégré elle même la commune de Beveren-sur-l'Yser.

## Toponymie
Stavele est mentionnée pour la première fois en 1110 sous le nom de Stafala, qui signifierait en langue germanique « forêt sur un sol sablonneux élevé ».

## Démographie

### Évolution démographique: Avant la fusion de 1971
- Sources : INS, Rem. : 1831 jusqu'en 1970 = recensements[2].

### Évolution démographique de la commune fusionnée (1971-1976)
- Sources : INS, Rem. : 1831 jusqu'en 1970 = recensements, 1976 = nombre d'habitants au 31 décembre[2].

## Histoire

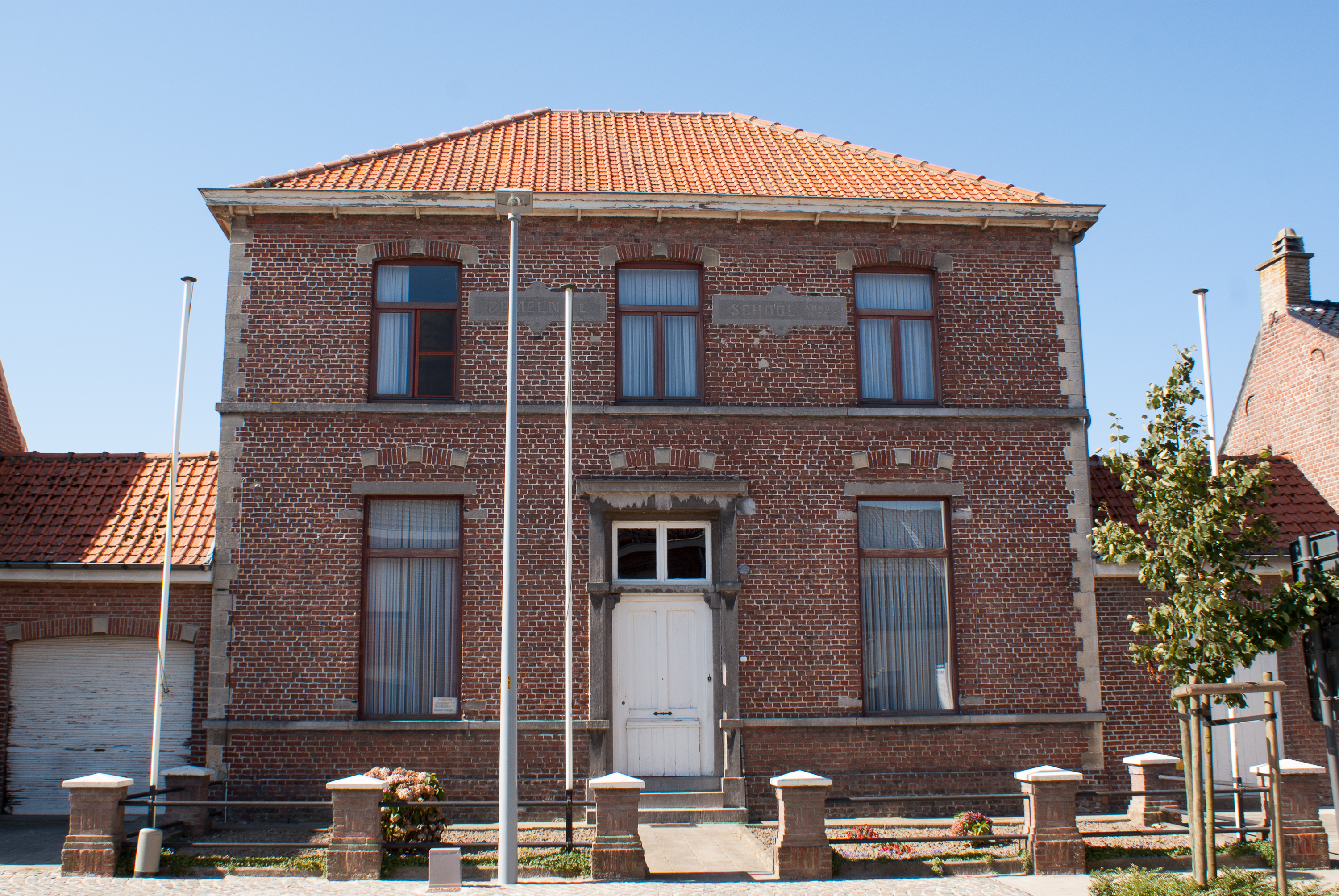
Ancienne école communale, construite en 1874

La seigneurie était l'une des plus importantes de la châtellenie de Veurne-Ambacht. Jusqu'en 1715, les seigneurs de Stavele, qui appartenaient également à la lignée de Stavele jusqu'en 1525, étaient vicomtes de Veurne.
L'histoire du village est également étroitement liée à celle de l'ancienne abbaye d'Eversam, fondée en 1091 et située sur le territoire de Stavele. L'abbaye a disparu après la Révolution française.
En 1971, la commune de Beveren, située de l'autre côté de l'Yser, est annexée par Stavele. Cependant en 1977, elles deviennent toutes deux des communes d'Alveringem.

## Culture et patrimoine
Parmi les sites culturels se trouvent :
- l’église Saint-Jean-Baptiste ( Sint-Jans Onthoofdingkerk) avec l'orgue Van Peteghem de 1821-1823 ;
- la ferme Klein Eversam datant de 1642 et classée monument historique en 1985 ;
- la ferme de l'abbaye d'Eversam, monument protégé en 1986 ;
- et les vestiges de l'abbaye d'Eversam.